# Jerónimo Xavierre
Fra Jerónimo Xavierre y Pérez de Caseda (Saragossa, 30 de desembre de 1546 — Valladolid, 2 de setembre de 1608). Religiós dominicà i teòleg, fou professor de teologia de la universitat de Saragossa, mestre general dels dominicans, confessor de Felip III i cardenal prevere.

## Biografia
Jerónimo Xavierre, fill de Domingo Xavierre, d'origen navarrès, algutzir de Saragossa durant més de 30 anys, i d'Isabel Pérez de Caseda; neix a la ciutat de Saragossa, al barri de Sant Pau, el 30 de desembre de 1546.
L'any 1562, amb 16 anys, pren l'hàbit de Sant Domènec, ingressant al convent de l'Orde dels Predicadors, o dominics, de Saragossa, on professa el 28 de desembre de 1563. A Saragossa estant, estudia teologia a l'Estudi General fins al 1567 en què es trasllada al Col·legi dominic de teologia de Tortosa per a continuar els seus estudis. A Tortosa obté el grau de Lector, és consiliari del col·legi i participa en la confecció dels estatuts dels Reials Col·legis de Tortosa, que en aquells anys estaven construint-se. Durant aquest període rep l'ordenació sacerdotal.
Tornat a Saragossa l'any 1576, exercí la docència durant tres anys, i el 1579, el capítol provincial dels dominics celebrat a Tarragona li concedeixen el grau de Presentat; i l'any 1582, en altre capítol provincial de l'orde, li atorguen el màxim grau acadèmic, Mestre en Sagrada Teologia.
L'any 1578 és nomenat consultor i qualificador de la Inquisició. En 1582 és elegit prior del convent dominic de Saragossa. I el 22 d'abril de 1584 assisteix al capítol provincial celebrat a Barcelona, on és nomenat regent d'estudis del seu convent. En aquests anys es fa càrrec de l'educació de Luis i Isidoro Aliaga, els quals progressaran amb el seu ajut, acompanyant-lo en el seu ascens professional.
Quan els dominics, el 23 d'octubre de 1584, prenen possessió del nou Col·legi de sant Vicent Ferrer de Saragossa, adscrit a la recentment creada universitat de Saragossa, Xavierre és elegit el seu primer rector, i ha de renunciar al priorat. A la universitat ocupa el càrrec de catedràtic de Prima, que mantindrà durant 13 anys. La universitat de Saragossa, en aquests primers anys de la seva existència, és qüestionada per la universitat Sertoriana d'Osca, i fins i tot s'arriba a dictar sentència en contra del seu reconeixement, i en aquesta perillosa situació és elegit Jerónimo Xavierre per a defensar la posició saragossana, obligant-lo a passar llargues temporades a la Cort, entre 1584 i 1587.
En 1587 continua com a rector perpetu del Col·legi de Sant Vicent Ferrer de Saragossa, impartint classes de teologia a la Universitat. Poc després és elegit prior del convent dominic de Saragossa, càrrec que no ocupa per ocupar la rectoria de Sant Vicent Ferrer, i el mateix ocorre quan és elegit prior del convent dominic de Calataiud en 1590. Més tard, l'any 1593, torna a ésser elegit prior del convent de Saragossa, i aquesta vegada és confirmat en el càrrec. Durant aquest segon període com a prior assisteix al capítol provincial de Tarragona de 1594 i al general de València de 1595, i realitza obres al convent, reformant el refectori i instal·lant el retaule major de l'església.
Els seus contactes amb la Cort s'afavoriren per la seva relació amb Diego de Chaves, confessor de Felip II, època en què és nomenat predicador reial, càrrec que mantindria amb Felip III, i l'any 1597 és designat visitador de les abadies i monestirs benedictins del regne d'Aragó.
Elegit altra vegada prior del convent de Saragossa en 1599, assisteix al capítol provincial celebrat en la seva ciutat a l'any següent, i allí és designat Provincial dels dominics d'Aragó. Poc després mor el mestre general dels dominics, i en el capítol general celebrat a Roma, el 12 de juny de 1601, Xavierre es converteix en el 52è Mestre General de l'Orde dels Predicadors.
Tot i la seva curta estada al capdavant dels dominics, pogué abordar tot un conjunt de projectes per a millorar diversos aspectes de la seva congregació:
- Reforma dels convents de l'Orde, amb la creació en cada província d'una Casa d'estricta observança.
- Millora de la formació dels novicis.
- Consolidació la projecció missionera de l'Orde en les Índies Occidentals —Amèrica hispana—, malgrat la conflictivitat que provenia del pluralisme racial, i les Índies Orientals, superant les freqüents matances de religiosos a mans dels natius.
- Revisió crítica dels llibres litúrgics de l'Orde.[16]
- Participa personalment en la discussió teològica De Auxiliis, sobre la forma de conciliar la gràcia de Déu i la llibertat, que enfrontava jesuïtes i dominics.

El gener de 1602 participa en una junta celebrada a Madrid a instàncies de Joan de Ribera, arquebisbe de València, sobre l'expulsió dels moriscs, on s'oposa a la dita acció, i proposa una nova campanya de missions i el perfeccionament de la xarxa parroquial existent. En altra junta celebrada en 1607, torna a defensar les polítiques d'evangelització. I en la reunió del 30 de gener de 1608 del Consell d'Estat insisteix en l'evangelització, demanant la convocatòria d'altra junta de bisbes valencians per a intentar una darrera campanya de missions, però és l'únic, la resta dels consellers es mostra partidari de l'expulsió.
Xavierre celebra capítol general de l'Orde a Valladolid l'any 1605, on manté contactes amb Felip III. A l'any següent, el 25 de novembre de 1606 ocupa el càrrec de confessor reial, amb títol expedit el 15 de febrer de 1607, a Madrid. Des de 1506, fins a la seva mort, també participa en el Consell d'Estat, tot i que el seu nomenament és datat el 12 de gener de 1608.
Les obligacions adquirides a la Cort, com a confessor reial i com a conseller d'Estat, li obliguen a residir a Valladolid i a delegar la gestió dels Predicadors en el vicari general, la qual cosa provoca el malestar general de la congregació. La solució papal, que buscava resoldre aquest problema i al mateix temps acontentar el rei, significa el nomenament de Jerónimo Xavierre com a cardenal prevere, el 10 de desembre de 1607, en la tercera promoció de cardenals del pontificat de Pau V. Aquesta decisió papal facilita l'elecció d'un nou mestre general. Per a mantenir el seu estatus de cardenal demana el patriarcat de les Índies Occidentals, amb 5.000 ducats de renda anuals, que li fou concedit a l'estiu de 1608.
Mor a Valladolid, el 2 de setembre de 1608, de 'febres pestilents', i posteriorment és traslladat a Saragossa i soterrat en la sala capitular del convent de Predicadors.

## Obra
Obra escassa composta per escrits curts de caràcter administratiu o pastoral, majorment inèdits:
- Epístola gravísima al Rey Felipe II, fechada en 1598 dándole cuenta de la visita hecha por su real encargo a los Monasterios y Abadías Reales. Manuscrit
- Informe dado a S. M., con fecha 2 de febrero de 1598. Desde San Vicente de Roda, haciendo relación de aquélla casa y particularmente, de la vida y reliquias de San Valero, obispo de Zaragoza. Document inclòs en la Historia del glorioso San Valero obispo de la ciudad de Caragoca con los martyrios de san Vicente, santa Engracia, san Lamberto, ..., obra de Martín Carrillo.[28]
- Escrits introductoris de les publicacions institucionals de l'Orde, com les actes dels capítols generals de 1601,[29] celebrat a Roma, on és elegit mestre general, i el de 1605,[30] celebrat a Valladolid; el breviari de 1603 i el missal de 1604.[31][32]
- Carta a los novicios. Escrit introductori a l'obra Opúsculo de doctrina espiritual de Bartolomeu dels Màrtirs, en l'edició de Roma de 1603.
- Epistolari.